# Maltby Automobile & Motor Company
Maltby Automobile & Motor Company war ein US-amerikanischer Hersteller von Automobilen.

## Unternehmensgeschichte
Frank D. Maltby handelte ab den 1890er Jahren mit Fahrrädern. 1900 stieg er in die Automobilbranche ein. Er gründete dafür das neue Unternehmen in Brooklyn im US-Staat New York. P. R. Brooks, C. C. Hoge, C. A. Mackenzie und E. L. Maltby waren ebenfalls beteiligt. Zunächst boten sie Stellplätze und Aufladeplätze für Elektroautos an. Außerdem handelten sie mit Dampfwagen der Mobile Company of America. Später im Jahr 1900 begann die Produktion von eigenen Automobilen. Der Markenname lautete Maltby.
1901 verlegte Maltby den Sitz nach Matawan in New Jersey. 1902 endete die Produktion. Als Autohaus existierte das Unternehmen noch einige Zeit.

## Fahrzeuge
Das einzige Modell hatte einen Zweizylindermotor mit 4 PS Leistung. Die Motorleistung wurde über eine Kette an die Hinterachse übertragen. Der Aufbau wird sowohl als Runabout als auch als Buggy bezeichnet. Andere Aufbauten waren auf Wunsch möglich. Gelenkt wurde mit einem Lenkhebel auf der rechten Seite.